# Tami Tami
Tami Tami is een stalen achtbaan in het Spaanse pretpark PortAventura Park. De attractie ligt in het themagebied SésamoAventura en is geopend op 2 mei 1998. De baan is van het model Junior Coaster (207m) van de Nederlandse attractiebouwer Vekoma.

## Thema
Tami Tami is een dier uit Tahiti en redt volgens de legende mensen en boten in nood. De attractie is gebouwd boven het water en is volledig omgeven door tropische planten uit Polynesië. Sinds de herschikking in SésamoAventura kreeg de thematisatie ook een opknapbeurt. 

## Beknopte beschrijving
De achtbaan is vooral gericht naar kinderen en is een rustige achtbaan zonder inversies. Tijdens de rit wordt men gefilmd. Hiervan kan tevens een foto verkregen worden.
| Park                | PortAventura                       |
| Themagebied         | Polynesië                          |
| Maximumsnelheid     | 40 km/h                            |
| Capaciteit          | 16 pers./uur                       |
| Aantal treinen      | 1 trein in circuit                 |
| Inversies, loopings | Geen                               |
| Expressservice      | Ja                                 |
| Foto tijdens rit    | Ja (stilstaand beeld van de video) |
| Video tijdens rit   | Ja                                 |